# Horbiwci (obwód czerniowiecki)
Horbiwci (ukr. Горбівці) – wieś na Ukrainie, w obwodzie czerniowieckim, w rejonie czerniowieckim, w hromadzie Terebłecze. W 2001 liczyła 932 mieszkańców, spośród których 910 wskazało jako ojczysty język ukraiński, 5 rosyjski, 1 mołdawski, 15 rumuński, a 1 białoruski.